# Friedrich Alexander von Bismarck-Bohlen
Pour les articles homonymes, voir von Bismarck et Bohlen.
Le comte Friedrich Alexander von Bismarck-Bohlen ou Frédéric-Alexandre de Bismarck-Bohlen (né le 25 juin 1818 dans le domaine familial de Karlsburg près de Wolgast - 9 mai 1894 dans ce même lieu) est un général prussien de cavalerie et un homme politique allemand.

## Origine
Friedrich Alexander est issu de la famille noble de Bismarck. Il est le fils aîné du lieutenant général prussien Theodor von Bismarck-Bohlen (de) (1790-1873) et de son épouse Caroline, née comtesse von Bohlen (1798-1858). Le chancelier du Reich, Otto von Bismarck, est un cousin éloigné.

## Histoire
Friedrich Alexander von Bismarck-Bohlen est éduqué très jeune dans le corps des cadets à Berlin, d'où il est transféré en 1835 comme sous-lieutenant au 1er régiment de dragons de la Garde de l'armée prussienne. En 1842, il est commandé auprès du prince Adalbert de Prusse, avec lequel il visite le Brésil et d'autres pays d'outre-mer. À son retour, il obtient un congé de deux ans pour étudier à l'université Frédéric-Guillaume de Berlin. En 1846, il devient conseiller militaire du prince Frédéric-Charles-Nicolas de Prusse, alors que celui-ci étudie à l'université de Bonn.
Une ordonnance, émise lors d'un conseil de guerre pendant la guerre franco-prussienne de 1870, institue un gouvernement général d'Alsace qui est confié au général von Bismarck-Bohlen, le 14 août 1870 à Herny en Moselle, alors que débute le bombardement de la ville de Strasbourg assiégée depuis le 12 août.
La mission du gouverneur est d'assumer les pouvoirs civils et militaires dans les deux départements alsaciens en attendant une annexion éventuelle. À partir du 26 août de la même année, le gouverneur von Bismarck-Bohlen reçoit le renfort d'un commissaire civil, von Kühlwetter qui prend ses quartiers à Haguenau.

## Famille
Friedrich Alexander von Bismarck-Bohlen est marié à Pauline von Below (de) (1825-1889), fille du lieutenant général Wilhelm von Below (de) et de son épouse Auguste, née Zimmermann. Le couple a les enfants suivants :
- Karoline (1851-1912) épouse le 28 décembre 1871 à Karlsburg Georg Werner von Arnim-Muskau (1845-1881), épouse le 24 juillet 1889 à Mellenau Traugott Hermann von Arnim-Muskau (1839-1919) son beau-frère
- Friedrich Karl (de) (1852-1901), officier de dragons, député du Reichstag (1898-1901) ⚭ Helene von Tiele-Winckler (1861-1932)
- Theodor Wilhelm Eberhard (1854-1894) épouse le 1er septembre 1880 à Miechowitz avec Elisabeth von Behr-Negendank (1861-1936), fille d'Ulrich von Behr-Negendank.
- Marie (1855-1929) épouse le 27 novembre 1879 à Karlsburg Hans von Kanitz (1841-1913)
- Johannes Ernst Adolf Karl (1864-1920) épouse le 13 janvier 1897 Klara Pauline von Wedel (de) (1872-1946), fille de Wilhelm von Wedel-Piesdorf